# Sindre Ure Søtvik
Sindre Ure Søtvik (* 21. September 1992) ist ein ehemaliger norwegischer Nordischer Kombinierer.

## Werdegang
Sein Debüt im Continental Cup der Nordischen Kombination gab Sindre Ure Søtvik am 15. Januar 2011 in Klingenthal. Im Gundersen-Wettkampf von der Großschanze belegte er den 18. Platz. Seitdem geht er regelmäßig in dieser Wettbewerbsserie an den Start, in der er bislang zwei Tagessiege erreichen konnte: Auf den Sieg am 25. Januar 2015 im slowenischen Planica ließ er am 15. Januar 2017 einen weiteren im finnischen Kuusamo folgen. Beste Ergebnisse in der Gesamtwertung waren zwei fünfte Plätze in den Jahren 2014/15 und 2016/17.
Er nahm an den Nordischen Junioren-Skiweltmeisterschaften 2012 in Erzurum teil. Sein bestes Resultat dort war ein vierter Platz im Teamwettbewerb, den er gemeinsam mit Audun Hokholt, Øystein Granbu Lien und Espen Andersen erzielte.
Am 15. März 2013 debütierte Søtvik bei einem Wettbewerb in Oslo im Weltcup der Nordischen Kombination. Erstmals die Punkteränge erreichte er am 29. November 2014 in Kuusamo, als er 24. wurde. Sein bislang bestes Ergebnis im Weltcup konnte er am 4. Februar 2017 in Pyeongchang mit einem 21. Rang verbuchen.
Im Juni 2020 gab Søtvik sein Karriereende bekannt.

## Erfolge

### Continental-Cup-Siege im Einzel
| Nr. | Datum           | Ort     | Disziplin   |
| --- | --------------- | ------- | ----------- |
| 1.  | 25. Januar 2015 | Planica | Gundersen   |
| 2.  | 15. Januar 2017 | Kuusamo | Gundersen   |
| 3.  | 13. Januar 2018 | Ruka    | Massenstart |

## Statistik

### Nordische Junioren-Skiweltmeisterschaften
- Erzurum 2012: 4. Team (HS 109/4 × 5 km), 17. Gundersen (HS 109/5 km), 18. (HS 109/10 km)

### Weltcup-Platzierungen
| Saison  | Platz | Punkte |
| ------- | ----- | ------ |
| 2014/15 | 53.   | 018    |
| 2016/17 | 51.   | 025    |
| 2017/18 | 41.   | 040    |
| 2019/20 | 48.   | 007    |

### Continental-Cup-Platzierungen
| Saison  | Platz | Punkte |
| ------- | ----- | ------ |
| 2010/11 | 55.   | 074    |
| 2011/12 | 70.   | 026    |
| 2012/13 | 46.   | 095    |
| 2013/14 | 36.   | 074    |
| 2014/15 | 05.   | 446    |
| 2015/16 | 51.   | 071    |
| 2016/17 | 05.   | 437    |
| 2017/18 | 03.   | 516    |
| 2018/19 | 04.   | 642    |
| 2019/20 | 04.   | 552    |